# Eurydice wyuna
Eurydice wyuna är en kräftdjursart som beskrevs av Bruce 1986. Eurydice wyuna ingår i släktet Eurydice och familjen Cirolanidae. Inga underarter finns listade i Catalogue of Life.